# Muhammad ibn ʿĪsā at-Tirmidhī
At-Tirmidhī, vollständig und arabisch محمد بن عيسى بن سورة السلمي الترمذي أبو عيسى Mohammed b. ʿĪsā b. Saura as-Sulamī at-Tirmidhī, Abū ʿĪsā, DMG Muḥammad b.ʿĪsā b. Saura as-Sulamī at-Tirmiḏī, Abū ʿĪsā, (* 825 in Būgh, in der Nähe von Termiz am Amudarja im heutigen Usbekistan; 892 in Termiz) war ein Traditionarier und Verfasser einer der kanonischen Traditionssammlungen im islamischen Schrifttum.

## Lebenslauf
Er studierte in Buchara und unternahm eine ausgedehnte Studienreise nach Chorasan, in den Irak und den Hedschas. Sein bekanntester Lehrer war al-Buchari, nach dessen Tod im Jahre 869 at-Tirmidhī als dessen Nachfolger im Lehrbetrieb von Chorasan galt. Er hatte auch zu anderen Hadith-Gelehrten seiner Zeit Kontakte: zu Abū Dāwūd as-Sidschistānī, Muslim ibn al-Haddschādsch und anderen.

## Werke
Sein Hauptwerk ist seine Sammlung von authentischen Traditionen nach dem Propheten Mohammed unter dem Titel: al-dschami' as-sahih / الجامع الصحيح / al-Ǧāmiʿ aṣ-ṣaḥīḥ, das als Sunan at-Tirmidhī vom ägyptischen Gelehrten Mohammed Ahmad Schakir (et alii) zwischen 1937 und 1965 in fünf Bänden herausgegeben wurde. Die Sammlung umfasst insgesamt 3956 Traditionen mit den kritischen Anmerkungen des Verfassers. Es ist das Verdienst von at-Tirmidhī, die von ihm überlieferten Hadithe in drei Hauptkategorien der Traditionskritik („sahih“: gesund; authentisch, „hasan“: schön; korrekt und „gharib“: ungewöhnlich, fremd) eingeteilt und die unterschiedlichen Ansichten der Rechtsschulen hinzugefügt zu haben. „Er nimmt jede Tradition auf, insofern von ihr nachgewiesen ist, dass sie je einem Gesetzkundigen als Beweis und Argument in der gesetzlichen Praxis gegolten habe, mit anderen Worten, jeden Satz, auf welchen man sich je berufen hat.“

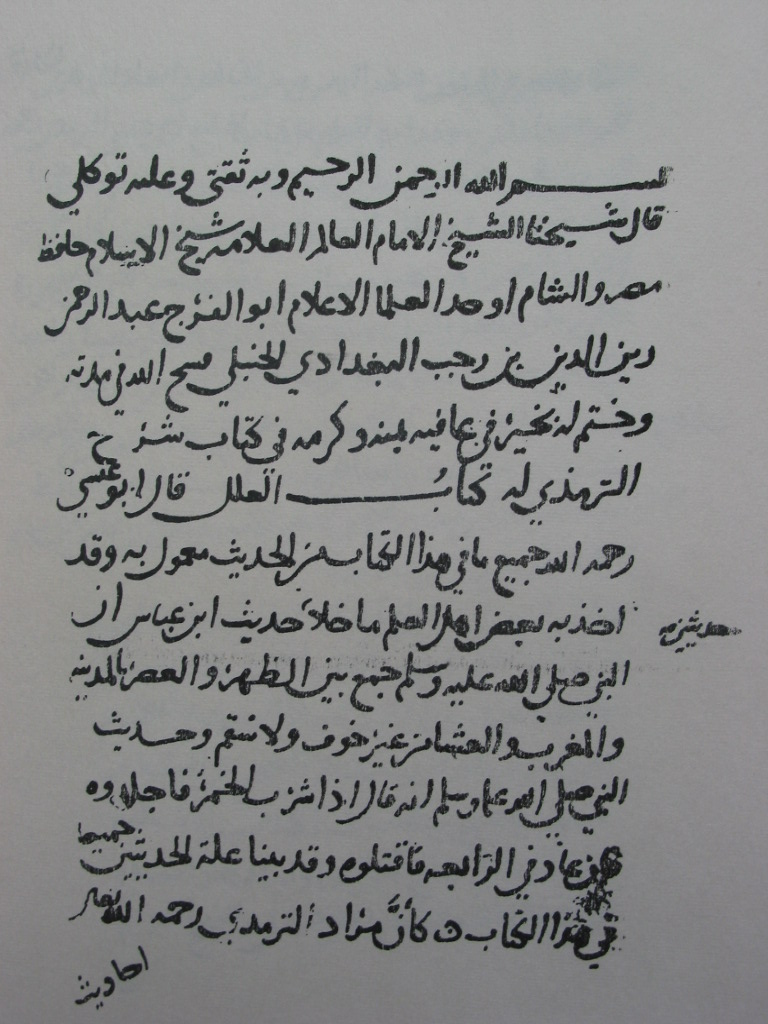
Die erste Seite des Kommentars von Ibn Radschab. Original: Hs Süleimaniye, Ahmet III. Istanbul

Am Ende seines Werkes steht auf rund dreißig Druckseiten sein kitāb al-ʿilal / كتاب العلل / ‚Das Buch der (allgemein bekannten) Fehler‘, eine theoretische Abhandlung über die Traditionskritik und die Überlieferung von nicht authentischen Hadithen im islamischen Schrifttum seiner Vorgänger samt ihrer Kritik durch den Verfasser. Diese Abhandlung hat dann ʿAbd ar-Rahmān b. Ahmad, Ibn Radschab al-Hanbalī († 1393 in Damaskus) auf rund 500 Seiten kommentiert.
Das Werk ist eine der sechs kanonischen Hadithsammlungen im islamischen Traditionswesen. Mit seiner Darstellung der Hadithe ist er eine der ältesten Quellen „für die vergleichende Forschung über die Divergenzen der orthodoxen Fiqh-schulen“. Unerwähnt bleibt bei at-Tirmidhī allerdings Abū Hanīfa und seine Rechtslehre, da er, at-Tirmidhī, als Gegner der am Ra'y, der persönlich geprägten, subjektiven Rechtsansicht als Quelle der islamischen Jurisprudenz galt. Denn es sind die Traditionarier und nicht die Anhänger des Ra'y, die den Sinn und die Anwendungsmöglichkeiten der Hadithe am besten verstehen.
Sein kitab asch-schamāʾil / كتاب الشمائل / Kitāb aš-šamāʾil / ‚Das Buch der Wesenszüge‘ ist eine zusammenfassende Darstellung des Äußeren von Mohammed, die im Orient mehrfach gedruckt und 1933–1934 ins Englische übersetzt wurde.
Die kleine Sammlung tasmiyat ashāb rasūlillāh / تسمية أصحاب رسول الله / tasmiyat aṣḥāb rasūlillāh enthält die Namen der Gefährten Mohammeds in ihrer Eigenschaft als Vermittler der Aussagen des Propheten. Die Sammlung ist nur in Bruchstücken erhalten.